# Werner Petzold
Werner Petzold (* 5. März 1940 in Leipzig; † 3. August 2023 in Oberursel) war ein deutscher Maler und Grafiker. Er war in der DDR als Dozent tätig und erhielt als Maler umfangreiche Aufträge von der Sowjetisch-Deutschen Aktiengesellschaft Wismut zur Fertigung von Bildern, die eine positive Stimmung gegenüber dem sozialistischen System vermitteln sollten. Seine Kunst in dieser Zeit wird dem Sozialistischen Realismus zugeordnet. Seit seiner Flucht 1983 in die Bundesrepublik widmete er sich vor allem der Gestaltung von Altarbildern und Kirchenfenstern.

## Leben
Nach einer Lehrausbildung als Lithograf von 1954 bis 1957 studierte Petzold ab 1959 an der Hochschule für Grafik und Buchkunst Leipzig Grafik und Malerei bei Bernhard Heisig. Er war zudem Schüler von Wolfgang Mattheuer und Werner Tübke. Seinen Abschluss erhielt er 1964. Von 1967 an war er Mitglied des Verbandes Bildender Künstler der DDR. Von 1971 bis 1980 arbeitete er als Dozent an der Fachschule für Werbung und Gestaltung in Berlin-Oberschöneweide und war unter anderem von 1969 bis 1971 Assistent von Heinz Wagner. Seit 1971 war er als Künstler freischaffend tätig. Von 1974 an war er Leiter der Förderklasse für Grafik und Malerei in Gera. 1981 fungierte er als künstlerischer Leiter des 1. Internationalen Symposiums für Maler und Grafiker in Zinnowitz. Von 1968 bis 1983 war Petzold für die Kunstsammlung der Wismut tätig und entwickelte sich zu deren wichtigsten Maler. Er war Mitglied des Verbands Bildender Künstler der DDR und erhielt 1973 den Kunstpreis der FDJ.
Bei einem Aufenthalt in Rumänien 1983 nutzte er die Gelegenheit zur Flucht in den Westen Deutschlands und wurde dort nach eigenen Angaben 1984 kultureller Mitarbeiter im evangelischen „Christlichen Jugenddorfwerk Frechen“ und im Folgejahr künstlerischer Mitarbeiter für Kunst am Bau eines Unternehmens in Osnabrück. In den 1990er Jahren gestaltete er viele Fenster und Altarbilder von Kirchen. Er arbeitete am Bodensee und in Hannover, nach der Wende zog er ins wiedervereinigte Berlin.

## Wirken
Sein erstes Auftragswerk für die Sowjetisch-Deutsche Aktiengesellschaft Wismut entstand um 1969/1970. Das 1 mal 0,75 Meter große in Öl auf Leinwand gemalte Porträts eines Kumpels fand bei der Regierung großen Anklang. Das zweite Werk im Auftrag der SDAG Wismut ist das Gemälde Brigade Rose von 1970. Es hat ein quadratisches Format in den Maßen 2,40 mal 2,40 Meter und ist in Öl auf Hartfaser gefertigt. Das Thema ist die Welt des Bergbaus. Im Zentrum zeigt es eine Gruppe von sitzenden und stehenden Bergleuten, die sich dem Betrachter zuwenden. Alle Figuren tragen Arbeitskleidung mit Helm und festen Stiefeln. Im Sinne des Auftraggebers sollten sie dazu dienen, den idealen Typus eines sozialistischen DDR-Arbeiters zu illustrieren. Das Werk befindet sich in der Kunstsammlung der ehemaligen SDAG Wismut, heute Wismut GmbH mit Hauptsitz in Chemnitz. Im Jahr 2013 gehörte es zu Werken der Kunstsammlung Wismut, die in der Schau „Schicht im Schacht“ in der Neuen Sächsischen Galerie in Chemnitz präsentiert wurden.

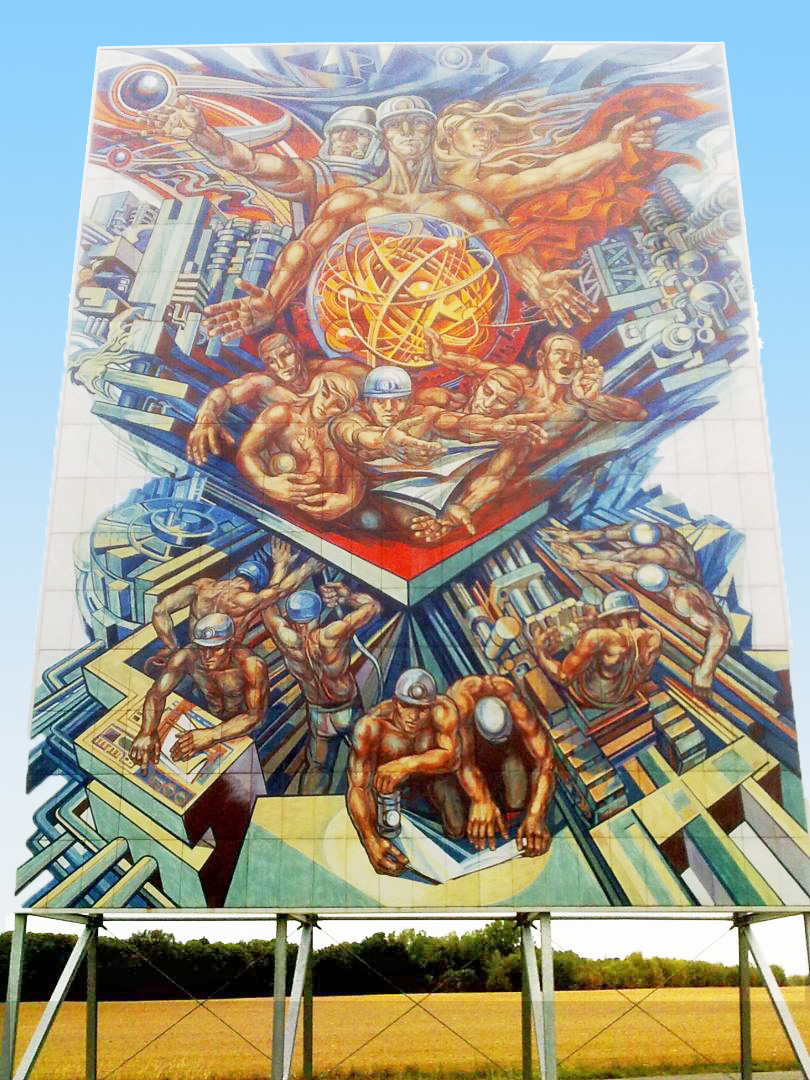
Großbild Die friedliche Nutzung der Kernenergie

Eines seiner bekanntesten und flächenmäßig größten Werke ist das als Fassadengestaltung geschaffene Monumentalbild Die friedliche Nutzung der Atomkraft (manchmal auch als Die friedliche Nutzung der Kernenergie bezeichnet). Bei dem im Auftrag des Uranabbauunternehmens Wismut von 1972 bis 1974 entstandenen, 16 mal 12 Meter großen und 2,5 Tonnen schweren Außenwandbild handelt es sich, damit es Umwelt- und Witterungseinflüssen besser Stand hält, um eine Einbrennmalerei auf 384 emaillierten Stahlblechen. Das Bild zeigt Bergleute, Ingenieure und andere Menschen im Familienalltag, die ein rotes Fahnentuch schwenken und sich um einen zentralen Atomkern gruppieren. Das Bild idealisiert und verherrlicht die friedliche Nutzung der Atomkraft. Zur Zeit der DDR war das Bild an der Außenfassade des vierstöckigen Verwaltungsgebäudes des Bergbaubetriebes Paitzdorf angebracht. Mit Schließung des Bergbaubetriebes landete das Bild zunächst im Depot. Seit dem 5. September 2009 ist es auf einer Freifläche in Löbichau (Lage) bei Ronneburg aufgestellt. Das Bild zierte auch die Hülle der Langspielplatte Auf Freundschaftskurs von 1975.
Neben diversen Ausstellungen in der DDR, u. a. 1967/1968 und 1972/1973 der VI. Deutsche Kunstausstellung und der VII. Kunstausstellung der DDR in Dresden, wurden Petzolds Werke auch international in Warschau, Krakau, Moskau, Nowosibirsk, Plovdiv und Pécs ausgestellt. In der Bundesrepublik stellte er ab 1983 in Stuttgart, Bonn, Frechen, Osnabrück, Hannover und Berlin aus.

## Rezeption
Werner Petzolds Bildwerke beschäftigten sich während seiner Schaffensperiode in der DDR motivisch vorrangig mit der Funktion des Arbeiters, der in der DDR eine besondere Rolle einnahm und die sogar in der Verfassung der DDR in Artikel 1 beschrieben und festgelegt war. Petzold malte sowohl figurative als auch abstrakte, zumeist großformatige Bilder. Die Motive seines künstlerischen Schaffens in der ehemaligen DDR, die sich als „Arbeiter- und Bauernstaat“ verstand, stammen überwiegend aus der Arbeiterwelt und sollten grundsätzlich eine positive Stimmung gegenüber dem sozialistischen System vermitteln. Der DDR-Regierung dienten seine Darstellungen unter anderem zu Propagandazwecken. Er gilt als „moderater Apologet des Parteikurses“ der SED. Seine Kunst in dieser Zeit wird dem Stil des sozialistischen Realismus zugeordnet.
In einer von Paul Kaiser kuratierten Ausstellung Abschied von Ikarus. Bildwelten in der DDR, die vom 18. Oktober 2012 bis zum 3. Februar 2013 im Neuen Museum Weimar zu sehen war, zeigte Kaiser auf, wie die Arbeiterklasse gleich in mehrfacher Hinsicht ins Rampenlicht der Kunstproduktion trat. Von der DDR-Führung war erwünscht, dass der Arbeiterheld zum intellektuellen Planer der „wissenschaftlich-technischen Revolution“ aufsteigt, aber gleichzeitig seine typischen habituelle Grundausstattung nicht verliert. Beispielsweise zeige Petzolds 1972 fertiggestelltes Bild Seht Großes ist vollbracht! (Sieg der sozialistischen Produktionsverhältnisse) die Hinwendung zu diesem Typus. Auch da werde die Bündelung von bewährter physischer Ausstattung und neu erworbenen technologischen Meisterschaften plakativ herausgestellt, wie sie der DDR-Kunstwissenschaftler Peter H. Feist 1966 forderte und beispielsweise „Elektrorechner statt Schaufelstiele“ zu bildnerischen Umfeldattributen der Arbeiterklasse erhob.
Anlässlich der Ausstellung Schicht im Schacht 2013 in Chemnitz und Gera schrieb die Kunsthistorikerin Doris Weilandt im Katalog zur Ausstellung über die Wandbilder u. a. von Werner Petzold, dass ihnen eine zentrale Rolle als „exemplarische Programmbilder“ der Wismut-Unternehmensphilosophie zukomme.

## Werke (Auswahl)
- 1964: Selbstbildnis, Öl, 75 × 60 cm[13]
- 1967: Turm der Arbeit (Montagearbeiter), 2,51 × 1,19 Meter, Bild auf Holz, Hartfaser, Metall mit Farbe[14]
- 1970: Gemälde 2,4 × 2,4 Meter: Brigade Rose
- 1972: Seht Großes ist vollbracht! (Sieg der sozialistischen Produktionsverhältnisse), 1,54 × 2,38 Meter, Ölmalerei auf Hartfaser
- 1972–1974: Außenwandbild 16 × 12 Meter: Die friedliche Nutzung der Atomkraft / Die friedliche Nutzung der Kernenergie
- 1975: 1,92 × 1,90 Meter: In der Teufe
- 1981–1982: Großrelief 12 × 3,80 Meter für einen Konzertraum in Zinnowitz
- 1987: Außenwandgestaltung an der Wirtschaftsschule in Überlingen
- 1992: Flügelaltar 4,20 × 3,60 Meter Friedenskirche in Unterlüß[15]
- 1995: Altarbild 3,25 × 4,24 Meter in der St. Johanniskirche in Otternhagen[16]
- 1996: Kirchenfenster in der Friedenskirche in Unterlüß[17]
- 1997: Flügelaltar in der Stiftskirche in Münchehagen
- 1998: Kirchenfenster in der Johanniskapelle in Adendorf
- 2000: Tafelbild 3,60 × 10 Meter für „Trader Vic’s“ in Palo Alto
- 2002: Altarwandgestaltung in der Kirche zum Heiligen Kreuz in Stuhr-Brinkum
- 2003: Flügelaltar für die Maria-Magdalena-Kirche in Lauenhagen